# Ryszkowa Wola
Ryszkowa Wola – wieś w Polsce położona w województwie podkarpackim, w powiecie jarosławskim, w gminie Wiązownica.
| SIMC      | Nazwa   | Rodzaj    |
| --------- | ------- | --------- |
| Chodanie  | 0612737 | część wsi |
| Górki     | 0612743 | część wsi |
| Maje      | 0612720 | część wsi |
| Pocholaje | 0612750 | część wsi |

Miejscowość jest siedzibą rzymskokatolickiej parafii Świętych Apostołów Piotra.
Prywatna wieś szlachecka, położona w województwie ruskim, w 1739 roku należała wraz z folwarkiem do klucza Jarosław Lubomirskich.
W II Rzeczypospolitej wieś w powiecie jarosławskim województwa lwowskiego. W latach 1944–1945 nacjonaliści ukraińscy z OUN-UPA zamordowali tutaj 12 Polaków. Część Ukraińców wraz z greckokatolickim ks. Teodorem Lewickim była życzliwa wobec Polaków, ostrzegając ich przed napadami. 4 maja 1945 grupa Polaków zabiła 5 osób mieszkających na plebanii, między innymi matkę biskupa Andrija Sapeliaka.
W latach 1975–1998 miejscowość administracyjnie należała do województwa przemyskiego.